# ثقافة بدنية
الثقافة البدنية والمعروفة أيضًا باسم ثقافة الجسم، هي حركة تدريب على الصحة والقوة، نشأت خلال القرن التاسع عشر في ألمانيا، ووالمملكة المتحدة والولايات المتحدة.

## الأصول
ترجع أصول حركة الثقافة البدنية في الولايات المتحدة خلال القرن التاسع عشر إلى العديد من الاتجاهات الثقافية التي أسهمت في تشكيلها. من بين أبرز هذه الاتجاهات، كان للمهاجرين الألمان دورٌ رئيسي بعد عام 1848، حيث قدموا نظامًا يعتمد على الجمباز، عُرف باسم "الجمباز الألماني". هذا النظام لاقى رواجًا خاصًا في الكليات، وقامت أندية تيرنر المحلية بنشره في المدارس العامة. ومع ذلك، لم يتمكن "النظام الألماني" من الهيمنة بالكامل على مشهد الثقافة البدنية بسبب النظرة إلى أندية تيرنر باعتبارها "غير أمريكية"، رغم تأثيرها الملموس في المدن التي شهدت تجمعات كبيرة من السكان الألمان الأمريكيين.
مع تقدم القرن التاسع عشر، بدأت مخاوف المصلحين تتزايد بشأن تأثير أنماط الحياة المستقرة، خاصة بين العمال ذوي الياقات البيضاء الذين كانوا عرضة لما أُطلق عليه "أمراض الرخاء". هذه المخاوف دفعت إلى تطوير أنظمة تمارين رياضية متنوعة، استوحت أساليبها من الألعاب الشعبية التقليدية، والرقصات، والرياضات، والتدريب العسكري، بالإضافة إلى التمارين الطبية. وساهمت هذه الأنظمة في تعزيز أهمية النشاط البدني كوسيلة للوقاية من الأمراض وتعزيز الصحة العامة.
لم يقتصر الترويج للثقافة البدنية على الأفراد فقط، بل لعب النظام التعليمي دورًا بارزًا في هذا المجال، خاصة من خلال الأكاديميات العسكرية التي أصبحت مراكز لتعليم وتدريب التمارين البدنية. كما ساهمت الصالات الرياضية، سواء العامة أو الخاصة، في نشر هذا الوعي، مما أدى إلى إقبال متزايد على ممارسة الأنشطة البدنية.
ومع انتشار التمارين، ظهرت الحاجة إلى معدات رياضية مخصصة. وبدأت الصناعة بإنتاج أدوات متنوعة تدعم أنشطة التمارين، مثل الهراوات الهندية، وكرات الطب، والعصي الخشبية أو الحديدية، والأثقال. هذه الأدوات أصبحت عنصرًا أساسيًا في أنظمة التمارين المختلفة، التي كانت تركز على مزج النشاط البدني مع أساليب العلاج الطبيعي العلاجي.
كما حظيت الرياضات القتالية باهتمام كبير في مدارس الثقافة البدنية، مثل المبارزة، والملاكمة، والسافاتي، والمصارعة. وتم الترويج لهذه الرياضات ليس فقط كأدوات دفاعية أو تنافسية، بل كأشكال قائمة بذاتها من الثقافة البدنية، مما أضاف بعدًا جديدًا لأنشطة اللياقة البدنية.
في أواخر القرن التاسع عشر، ظهرت حركة المسيحية العضلية، التي دعت إلى الربط بين النشاط البدني والتوجهات الروحية. كانت هذه الحركة تسعى إلى دمج النشاط المسيحي النشط مع التدريب البدني الصارم، مؤكدةً على أهمية التوازن بين الروح والجسد في تحقيق الكمال الإنساني. بهذه الطريقة، شكلت حركة الثقافة البدنية في القرن التاسع عشر مزيجًا من التأثيرات الثقافية والاجتماعية التي أسهمت في تطورها وانتشارها في المجتمع الأمريكي.

## معركة الأنظمة
مع تزايد شعبية الثقافة البدنية وتحولها إلى نشاط ربحي، نشأت منافسة شديدة بين مؤسسي ومروجي الأنظمة المختلفة، عُرفت هذه المنافسة بشكل غير رسمي باسم "معركة الأنظمة". بينما اتبعت الصالات الرياضية العامة والمؤسسات التعليمية نهجًا انتقائيًا يجمع بين مختلف الأساليب، ركزت نوادي ومنظمات الثقافة البدنية الخاصة على ترويج أنظمة محددة غالبًا ما استندت إلى روابط عرقية وثقافية.
كانت المؤسسات الخاصة المبكرة تعتمد بشكل كبير على الانتماء العرقي والثقافي، كما هو الحال مع حركتي تيرنر وسوكول. كانت هذه الأنظمة ذات طابع عرقي في البداية وركزت على التكامل الثقافي. ومع مرور الوقت، وخصوصًا بحلول الحرب العالمية الأولى، انفصلت عن جذورها الأصلية ولم تعد ترتبط بشكل مباشر ببلدانها الأصلية. لاحقًا، تطورت هذه الأنظمة لتصبح أكثر عملية، على الرغم من احتفاظ بعضها بإشارات تاريخية إلى أصولها الجغرافية.
عملت حركة تورنفيرين الألمانية على الترويج لنظام "الجمباز الثقيل"، الذي ركز على التمارين الشاقة باستخدام معدات معقدة مثل أحصنة الحلق، والمتوازيين، وهياكل التسلق. جمعت هذه الحركة بين التدريب البدني والتطوير الفكري، مع تركيز قوي على الثقافة الألمانية. وكانت العديد من أحداث الجمباز التنافسي الحديث ناتجة عن هذا النظام أو مستوحاة منه.
أما حركة سوكول التشيكية، فقد استلهمت الكثير من أفكارها من حركة تورنفيرين، وركزت بدورها على تطوير الثقافة البدنية بوصفها وسيلة لتعزيز الهوية الوطنية والثقافية.
على النقيض من النظامين الألماني والتشيكي، قدم النظام السويدي الذي أسسه بير هنريك لينج مفهومًا مختلفًا تمامًا يُعرف بـ"الجمباز الخفيف". اعتمد هذا النظام على القليل من الأجهزة، إن وجدت، وركز على التمارين البدنية التي تجمع بين التنفس، والتمدد، والجمباز، وأحيانًا التدليك، مما جعله خيارًا أبسط وأكثر سهولة.
بحلول مطلع القرن العشرين، ظهر نظام لاعب كمال الأجسام والمقدم الشهير يوجين ساندو، الذي اعتمد على رفع الأثقال وحظي بشعبية دولية واسعة. في الوقت نفسه، نشر كل من إدموند ديسبونيه وجورج هيبرت أنظمتهما الخاصة داخل فرنسا والدول الناطقة بالفرنسية. أما في الولايات المتحدة، فقد اكتسب نظام برنار ماكفادن شهرة كبيرة بفضل الترويج الذي قام به من خلال إمبراطوريته النشرية، وخاصة مجلته الشهيرة "الثقافة البدنية".
من بين المؤيدين البارزين الآخرين للثقافة البدنية، ظهر كل من يورجن بيتر مولر وماري باجوت ستانلي، اللذين قدما إسهامات مهمة في نشر وتطوير هذه الحركة على المستوى الدولي. هذا التنوع والابتكار في أنظمة الثقافة البدنية يعكس كيف ساهمت عوامل ثقافية وتجارية مختلفة في تشكيل حركة شاملة استمرت في التطور لتصبح أساسًا لممارسات اللياقة البدنية الحديثة.

## أستراليا
ممارسة الثقافة البدنية، المعروفة بشكل غير رسمي باسم فيزي، تطورت في أستراليا في القرن التاسع عشر وتستمر حتى يومنا هذا، وخاصة بالنسبة للنساء. وهو يجمع بين عناصر المسيرة والجمباز الإيقاعي والرقص، مع التركيز على الوضعية الجيدة ويستهدف الفتيات والنساء، من سن ما قبل المدرسة إلى كبار السن.
كانت مدرسة العلاج الطبيعي الأصلية، هي صالة الألعاب الرياضية الطبية، التي أسسها المهاجر الدنماركي كريستيان بيلكي بيترسن في هوبارت عام 1892، وكانت شقيقته ماري تدير قسم السيدات. لقد كانت تعمل بشكل مستمر منذ ذلك الوقت، وأصبحت مدرسة بيلكي بيترسن للثقافة البدنية المحدودة في عام 2011، حزب بهاراتيا جاناتا هو أكبر اتحاد للرياضيين في أستراليا.
في مارس 1934، تم تقديم "عرض للثقافة البدنية" في المسرح الملكي في أديلايد، بواسطة ويبر، شورتوز ورايس. تشمل المدارس التاريخية الرائدة الأخرى مدرسة إديث بارسونز للثقافة البدنية، التي تأسست في سيدني عام 1961؛ وجمعية بيرنز للثقافة البدنية، التي تأسست في سيدني عام 1968، وكلاهما يعملان حتى يومنا هذا متى؟. تشمل المدارس الأخرى التي تأسست في وقت لاحق مدرسة الثقافة البدنية في المنطقة الغربية (1972)، والرابطة الأسترالية للتربية البدنية والرقص (2011). تأسست شركة يونايتد فيزي في عام 2023.
يختلف هيكل المنافسة بين الجمعيات، ولكن بشكل عام هناك مسابقات محلية ودولية ووطنية للفرق والأفراد. تقام البطولات الوطنية عادة في أماكن مرموقة مثل دار الأوبرا في سيدني أو مركز سيدني الدولي للمؤتمرات.

## الاهتمام المعاصر بالثقافة البدنية في القرن التاسع عشر
أُجري قدر كبير من الأبحاث الأكاديمية حول الثقافة البدنية في القرن التاسع عشر منذ ثمانينيات القرن العشرين، وتم إنتاج العديد من المقالات والأطروحات والكتب التي تتناول هذا الموضوع من وجهات نظر مختلفة. يعتمد عدد من برامج تدريب القوة والصحة المعاصرة بشكل مباشر على أنظمة الثقافة البدنية المختلفة أو يستلهمها منها.
يتميز قصر هيجلر كاروس التاريخي في لاسال، إلينوي، بصالة ألعاب رياضية في الطابق السفلي يُعتقد أنها مثال محفوظ بشكل فريد لمنشأة تدريب الثقافة البدنية في أواخر القرن التاسع عشر.
تشمل المجموعات الحديثة من أجهزة الثقافة البدنية العتيقة تلك الموجودة في متحف جو وبيتي وايدر للثقافة البدنية، وهي جزء من مركز إتش جيه لوتشر ستارك للثقافة البدنية والرياضة في جامعة تكساس في أوستن ومجموعة صالة رياضية في استوديو فورتيزا للياقة البدنية والفنون القتالية في رافينسوود، شيكاغو.